# Yingluck Shinawatra
Pour les articles homonymes, voir Shinawatra.
Yingluck Shinawatra (en thaï : ยิ่งลักษณ์ ชินวัตร ; RTGS : Yinglak Chinnawat [ jîŋ.lák t͡ɕʰīn.nā.wát]), née le 21 juin 1967, est une femme d'État et femme d'affaires thaïlandaise, Première ministre du pays du 8 août 2011 au 7 mai 2014.
Candidate de l'opposition à la fonction de Premier ministre lors des élections législatives de 2011, son parti, le Pheu Thai, remporte la majorité absolue des voix ; elle succède ainsi à son adversaire Abhisit Vejjajiva, devenant la première femme chef du gouvernement en Thaïlande. À la suite d'un mouvement protestataire, elle est destituée par la Cour constitutionnelle de Thaïlande. 
En 2017, elle quitte le pays pour échapper à un procès pour corruption, qui débouche sur une condamnation par contumace à cinq ans de prison.

## Biographie

### Famille et débuts
Dernière d'une fratrie de neuf enfants, elle est née le 21 juin 1967 dans une riche famille chinoise originaire de la province de Chiang Mai, au nord-ouest du royaume. 
Son célèbre frère aîné, Thaksin Shinawatra, a 19 ans de plus qu'elle.  
Diplômée de sciences politiques à l'université de Chiang Mai, titulaire d'un master d'administration publique à l'université d'État du Kentucky, aux États-Unis, elle suit des stages dans diverses entreprises de l'empire familial, puis est propulsée à la présidence de la branche téléphonie mobile du groupe de télécommunications fondé par son frère, Shin Corp (avant la vente de cette dernière à des investisseurs, la Thailand's Securities and Exchange Commission avait mené une enquête mettant en cause Yingluck concernant un éventuel délit d'initié après que cette dernière eut vendu de ces actions pour faire du profit juste avant la vente de Shin Corp, la société de son frère Thaksin à Temasek Holdings).
Yingluck est également membre du comité dirigeant de la société Thaicom Foundation. Elle a un fils, Supasek, et est l'épouse d'Anusorn Amornchat, directeur général de M Link Asia Corporation PCL, société de sa sœur, Yaowapa Wongsawat, épouse de l'ex-Premier ministre Somchai Wongsawat.
Eugénie Mérieau décrit, dans un éloge non neutre et partisan[réf. nécessaire], Taksin et Yingluck tels qu'ils apparaissent à de nombreux citoyens thaïlandais dans le livre Les Thaïlandais, lignes de vie d'un peuple : « Entre Taksin et Yingluck, la ressemblance est frappante. Tous deux sont des êtres chaleureux, affables, curieux et passionnés, et paraissent dix ans de moins que leur âge. Ils se passionnent pour les idées nouvelles, les technologies, mais aussi les bains de foule, les longues tablées et les repas en "tables chinoises" (to chin), garnies de mets du Nord. Ils excellent sincèrement dans l'art du câlin avec les gens du petit peuple, les pa et les lung, ces femmes et ces hommes d'un certain âge qui portent sur leur corps les stigmates du passé sous-développé du pays. On les dit populistes ; ils sont certes anti-technocrates ».

### Carrière politique
Après la dissolution du Phak Palang Prachachon (un parti politique qui avait des liens étroits avec l'ex-Premier ministre Thaksin Shinawatra) par la Cour constitutionnelle de Thaïlande, en raison du comportement de ses dirigeants qui avaient violé la loi électorale, Thaksin Shinawatra décide de créer son propre parti afin de mener une activité politique dans le pays. Yingluck est parmi les premiers choix de Thaksin pour devenir le chef du parti. Elle refuse, préférant se consacrer aux affaires.
Le Pheu Thai vote le 16 mai 2011 pour Yingluck Shinawatra comme candidate du parti au poste de Premier ministre, ce qui la place en tête de liste pour les élections législatives du 3 juillet 2011 face au Parti démocrate du Premier ministre sortant, Abhisit Vejjajiva,. Même si le frère de Yingluck, Thaksin, n'est pas dans la liste des législatives, la nomination de Yingluck fait de ce dernier un personnage important dans la campagne politique (Thaksin vit en exil auto-imposé depuis 2008 afin d'éviter une peine de prison après avoir été reconnu coupable d'abus de pouvoir).
À la veille des élections, le Pheu Thai est favori dans les sondages. Cinq heures après la fin du scrutin, le Premier ministre Vejjajiva reconnaît sa défaite en déclarant : « Il est maintenant clair que d'après les premiers résultats, le Pheu Thai a de loin remporté les élections, et le Parti démocrate reconnait sa défaite. Je tiens à féliciter le Parti Pheu Thai qui a le droit de former un gouvernement. » Yingluck Shinawatra devient la première femme Première ministre de Thaïlande.

### Première ministre

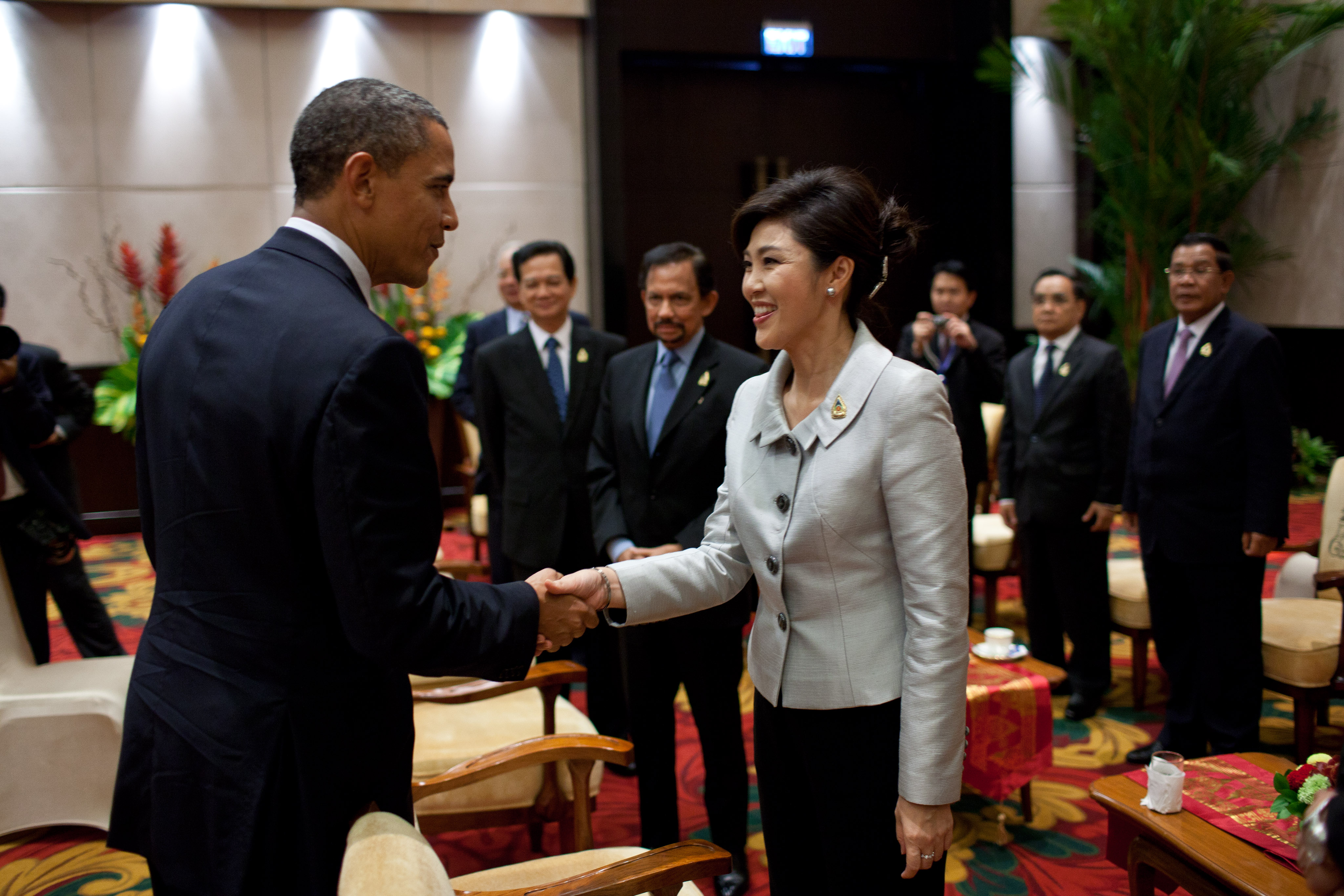
Yingluck Shinawatra rencontrant Barack Obama lors du sommet de l'ASEAN, le 18 novembre 2011.

#### Mesures
Elle se présente devant le Parlement le 1er août 2011, qui prend la décision de l'élire le 5 août. 296 des 500 membres du parlement votent en faveur de Yingluck Shinawatra, 3 votent contre  et 197 s'abstiennent,. Elle est dans la foulée investie par le roi. Le 10 août, Yingluck Shinawatra et son gouvernement prêtent serment devant le roi, à Bangkok. Le mardi 23 août, lors de son premier discours, elle s'engage à relancer l'économie, réconcilier le peuple thaïlandais, lutter contre la drogue et la traite des êtres humains. Elle s'engage à adopter les réformes qu'elle avait mis en avant durant la campagne électorale (par exemple un salaire minimum à 7 euros par jour et un salaire mensuel garanti 375 euros pour tous les titulaires d'un diplôme universitaire).
Le 26 septembre 2011, le ministre des Affaires étrangères Surapong Tovichakchaikul annonce que le gouvernement a l'intention de rendre son passeport à Thaksin Shinwatra, ajoutant que celui-ci a été condamné pour des raisons politiques.
Peu de temps après son entrée en fonction, Yingluck confirme l'achat de la récolte de riz par le gouvernement des producteurs thaïlandais à un prix nettement supérieur à celui du cours du moment pour soutenir les producteurs de riz. Le 15 septembre 2011, le gouvernement adopte un plan d'aide à l'achat d'une première voiture consistant en un remboursement de taxes à hauteur de 100 000 bahts (environ 2 400 euros), une aide exclusivement réservée aux primo-acquéreurs et selon des conditions restrictives. Une semaine plus tard, Yingluck Shinawatra annonce la mise en place d'une déduction fiscale pour aider l'achat d'un premier bien immobilier, un plan estimé à 56 millions de dollars et visant les biens dont la valeur est inférieure à 5 millions de bahts (122 000 €). Concernant le controversé article 112 (condamnation pour lèse-majesté et outil politique anti-détracteurs) du code, Yingluck Shinawatra choisit de ne pas le modifier, mais s'engage à veiller à l'éthique de son usage.
Le 23 septembre, la Thaïlande et le Cambodge se mettent d'accord pour retirer leurs troupes de la zone du temple de Preah Vihear conformément à la décision de la Cour internationale de justice. Les deux pays reprennent également les négociations, suspendues depuis 2001, concernant un projet d'exploitation de pétrole et de gaz dans une zone maritime située dans le golfe de Thaïlande qui fait l'objet de revendications concurrentes de la part des deux pays. Le 16 septembre 2011, Yingluck Shinawatra effectue une visite officielle au Laos en vue de resserrer les relations d'amitié et de coopération entre les deux pays. Du 13 au 15 mai 2012, le Bahreïn est la première destination officielle de Yingluck Shinawatra au Moyen-Orient, reçue en audience par le roi Hamed ben Issa al-Khalifa et le cheikh Salman bin Hamad bin Isa al-Khalifa avant d'assister à une réunion avec le prince Salman bin Khalifa al-Khalifa. Elle se rend ensuite au Qatar ou elle rencontre en audience l’émir Hamad bin Khalifa al-Thani avant de participer à une réunion avec le Premier ministre Cheikh Hamad ben Jassem Al Thani.

#### Contestations de 2013-2014
En novembre 2013, accusée d'être la marionnette politique de son frère, toujours en exil, elle est la cible de manifestations de l'opposition (urbaine et royaliste, alors que Yingluck est soutenue par les paysans ruraux) qui demandent sa démission, alors qu'est envisagé un projet d'amnistie pouvant faciliter le retour de Thaksin en Thaïlande. Même si des milliers de manifestants réussissent à envahir le siège du gouvernement, cette action n'est pas considérée comme une victoire politique, alors qu'une trêve a lieu pour célébrer les 86 ans du roi Bhumitbol et que l'armée refuse de prendre position. Elle décide finalement de dissoudre le Parlement et d'organiser des élections législatives anticipées, qui se tiennent le 2 février 2014,.

#### Coup d'État et poursuites judiciaires
Après son témoignage recueilli le 6 mai 2014 devant la Cour constitutionnelle dans une affaire de corruption et d'abus de pouvoir l'accusant, la Cour prononce sa destitution le lendemain. Le ministre du Commerce, également vice-Premier ministre, Niwattumrong Boonsongpaisan, est nommé Premier ministre par intérim.
Après le coup d'État de mai 2014, Yingluck Shinawatra est placée en détention avec sa sœur et son beau-frère. Elle est libérée quelques jours plus tard et bien que devant comparaître devant la commission nationale anti-corruption (NACC), elle est autorisée à se rendre en France en juillet où elle retrouve son frère Thaksin Shinawatra. Elle retourne en Thaïlande le 10 août 2014. Le 23 janvier 2015, elle est interdite de politique pour cinq ans à la suite d'un vote à l'Assemblée nationale à son encontre ; elle risque par ailleurs dix ans de prison concernant une enquête pour « corruption » pour avoir mis en place un programme de subvention aux riziculteurs.
Le 23 août 2017, elle quitte la Thaïlande pour échapper à son procès. Le 27 septembre suivant, elle est condamnée à cinq ans de prison par contumace. Depuis sa fuite, elle est aperçue dans plusieurs villes du monde comme Londres, Dubaï ou Hong Kong. En août 2018, la Thaïlande présente une demande d'extradition de Yingluck à la Grande-Bretagne. En janvier 2019, la presse apprend qu'elle utilise un passeport cambodgien pour ses déplacements internationaux et qu'elle serait la présidente d'une société portuaire chinoise en lien avec l'empire de son frère. En août 2019, elle obtient la nationalité serbe, ce qui lui permet de voyager dans plus de 100 pays sans visa,.
Le 4 mars 2024, la Cour suprême acquitte Yingluck Shinawatra, accusée de malversation dans un appel d'offres de 2013 au sujet d'un projet d'infrastructures évalué à 240 millions de bahts (6,2 millions d'euros).
En mai 2025, la Cour administrative suprême de Thaïlande condamne Yingluck Shinawatra à verser 10 milliards de bahts en compensation des pertes financières engendrées par le programme de subvention du riz mis en place sous son mandat.